# Clara Alonso
María Clara Pancha Alonso (ur. 2 lutego 1990 w Rosario w Argentynie) – argentyńska aktorka, aktorka dubbingowa, piosenkarka, tancerka, modelka i prezenterka. Uczyła się w szkole muzycznej Broadway Street w Buenos Aires. Została wybrana spośród 26 tysięcy argentyńskich nastolatków do castingu "High School Musical: La Seleccion". Był to program, poszukujący gwiazd do argentyńskiej wersji filmu. Obecnie znana przede wszystkim z roli w serialu Violetta, w którym grała Angie (ciotkę głównej bohaterki, nauczycielkę śpiewu oraz guwernantkę Violetty). Na planie 2 sezonu "Violetty" poznała swojego (już byłego) chłopaka Diego Domingueza. Użyczała również głosu w serialu Pecezuelos. W Disney Channel Włoskim w kwietniu zagrała Angie w programie Angie Gotuje lub Violetta Recepes. W styczniu 2015 przyjechała ponownie do Włoch, by kręcić 2. sezon Violetta Recepes. 21 lutego 2015 rozpoczęła się emisja programu Notti Sul Ghiaccio w którym zajęła 3. miejsce. 21 grudnia 2016 rozpoczął się włoski program Dance Dance Dance, w którym wraz ze swoim byłym chłopakiem, Diego Dominguezem (ich "grupa" nazywała się TeamDielari), tańczyła do piosenek Beyonce, Michaela Jacksona etc. Dnia 15 marca 2017 roku ogłoszono, że Clara oraz jej partner zostali zwycięzcami 1. sezonu Dance Dance Dance Italia.

## Życie
Urodziła się w Rosario i w wieku 9 lat przeniosła się z rodziną do Buenos Aires. Ma dwóch młodszych braci: Augustina i Ignacio. Od najmłodszych lat uprawiała gimnastykę, pływała, tańczyła, grała w musicalach, śpiewała i występowała w spektaklach. Chodziła do Istitute Inmaculada de Castelar, poza tym uczęszczając do szkoły teatralnej zwanej Broadway Street, gdzie występowała w kilku spektaklach jak np: "Alicja z Krainy Czarów" w teatrze Astral.
W 2007 roku znalazła się wśród dwudziestki wybranej do reality show "High School Musical: La seleccion", nadawanego na kanale 13 argentyńskiego Disney Channel. Odpadła w 10. tygodniu, jednakże była tzw. "częścią" trasy, w trakcie której dawała koncerty w wielu krajach. Tymże sposobem zagrała Clari w latynoskim "High School Musical: El destafio". Zwróciła uwagę producentów "Zapping Zone" w La Rioja, dlatego wyznaczono ją do poprowadzenia programu z Danielem Martinsem i Caroliną Ibarra. W połowie 2007 roku wystąpiła w roli reportera w programie "Zapping Zone". Od 2008 roku wraz z Danielem Martinsem poprowadziła program, który okazał się być sukcesem, lecz tylko przez pewien czas. Show pokazano w Peru, Urugwaju, Wenezueli, Kolumbii, Paragwaju, Boliwii, Ekwadorze i Chile.
W 2008 uczestniczyła w Disney Channel Games, które trwały od 27 kwietnia do 2 maja. Była członkiem tzw. "zielonej grupy" przy udziale gwiazd skali międzynarodowej, takich jak Jason Dolley, Jennifer Stone, Chelsea Staub, Joe Jonas, Brad Kavanagh, Dylan Sprouse i kapitanem drużyny, Davidem Henrie. Jej drużyna zdobyła 3. miejsce uzyskując 55 punktów.
21 października 2008 wyemitowano w "Zapping Zone" pierwszy singiel Clary - "A mi alrededor", który powstał przy współpracy Sophie Olivier Sanchez. Był to jej pierwszy singiel. W 2010 roku wystąpiła w krótkiej Disneyowskiej produkcji zatytułowanej "Highway: Ronando la Aventura", która była czwartą produkcją latynoskiego Disney Channel. Clara grała tam perfekcjonistkę z zamiłowaniem do sprzątania.
Od 2010 roku użycza głosu w "Pecezuelos" należących do głównych bohaterów rybce o imieniu Bea. W sierpniu tego samego roku udała się do São Paulo, by zagrać w podwójnym odcinku "Cuando toca la compana" niejaką Jennifer - nową uczennicę w ostatnich dniach roku szkolnego. Pierwszą część odcinka wyemitowano 1 grudnia 2011, a drugą tydzień później. W sierpniu 2011 roku oznajmiła, że odchodzi z "Zapping Zone", zapowiadając tym samym, że pojawi się w serialu "Violetta" na tym samym kanale. W marcu 2012 pojawiła się w odcinku "Latin America Peter Punk" grając Piranhę, bardzo zdeterminowaną punkerkę z silną osobowością. W serialu "Violetta" odgrywała w pierwszym i drugim sezonie postać Angie - ciotki tytułowej bohaterki. Potwierdziła również swój udział w trzecim sezonie, planując rozpoczęcie nagrań na przełomie kwietnia i maja 2014. Obecnie jest w związku z hiszpańskim aktorem, Diego Dominguezem, którego poznała na planie serialu "Violetta".
Clara przeniosła się do Włoch, aby uczestniczyć w trzecim sezonie "Notti Sul Ghiaccio dla RAI 1 programie prowadzonym przez Milly Carlucci. Została przeszkolona w Buenos Aires przez Celeste Montanariego specjalisty w tej umiejętności. Program rozpoczął się w dniu 21 lutego 2015, skończył się w dniu 21 marca 2015 roku. Clara razem z Marco Garavaglia zdobyli 3. miejsce. W sierpniu 2015 w internecie został ukazany thriller filmu kryminalnego "Jazmin de invierno", w którym Clara wciela się w postać Caroline. W listopadzie 2015 na włoskiej stronie internetowej Rai1 w każdy wtorek i piątek o godzinie 14:00 oraz w telewizji na tym kanale o godzinie 17:30 Clara gra rolę Valerii, pięknej tancerki z Argentyny która spotyka kilka lat młodszego Marco. Serial składa się z 12 odcinków (w tym jeden specjalny odcinek). W grudniu wraz ze swoim partnerem Diego Dominguezem wyprowadziła się do ich własnego mieszkania w Hiszpanii w Madrycie. W listopadzie 2016 roku potwierdziła swój występ w "Dance Dance Dance", włoskim show tanecznym, którego premiera odbyła się 21 grudnia tego samego roku. Tańczyła do piosenek między innymi Justina Biebera, Beyonce oraz Britney Spears. 15 marca 2017 roku wyemitowano ostatni odcinek, w którym Clara, wraz ze swoim chłopakiem Diego Dominguezem, wygrała 1 sezon "Dance Dance Dance".